# Tres Principios del Pueblo

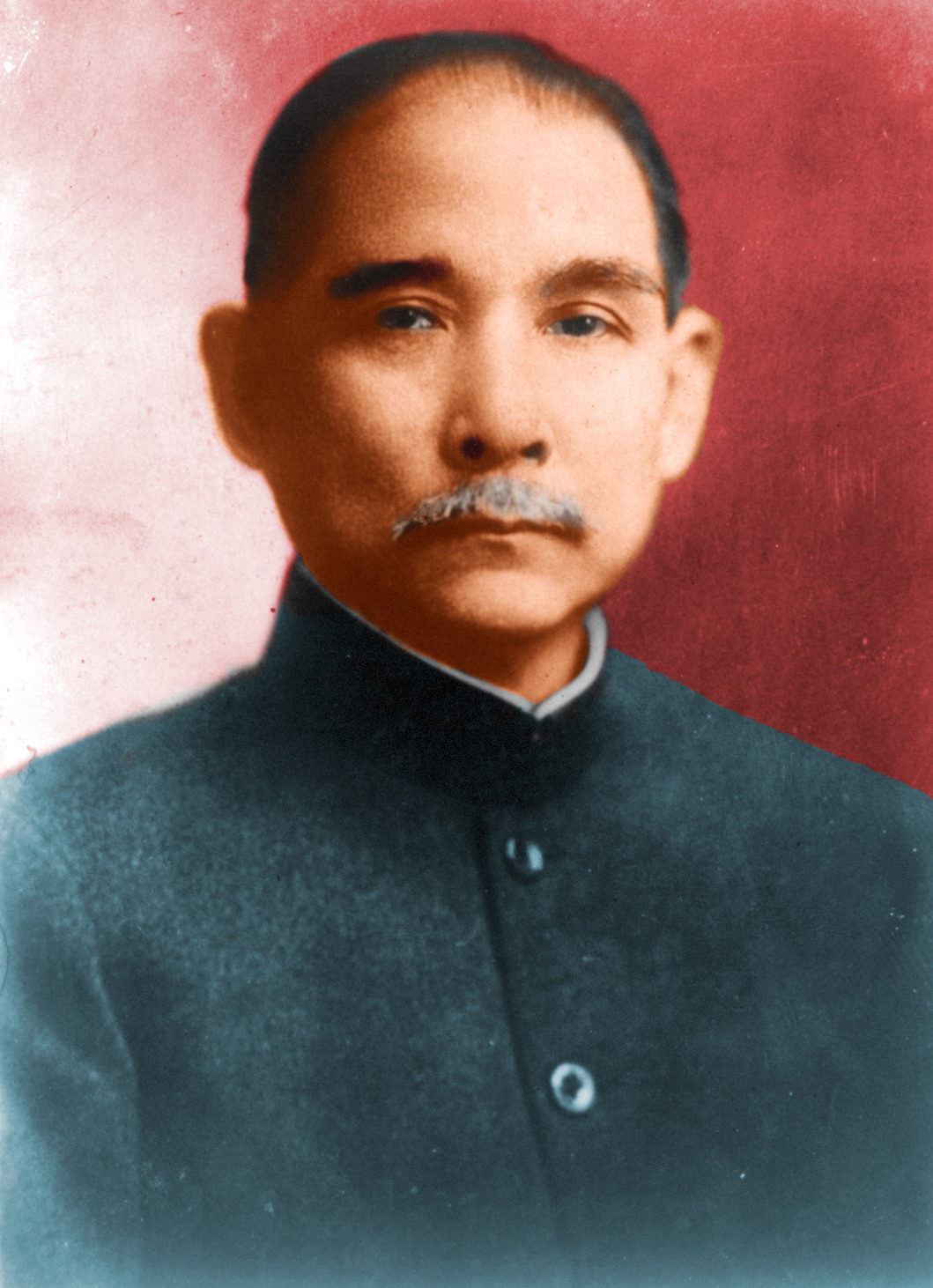
Sun Yat-sen promulgó los Tres Principios del Pueblo.

Los Tres Principios del Pueblo o la Doctrina San-min (chino tradicional: 三民主義; chino simplificado: 三民主义; pinyin: Sān Mín Zhǔyì) es una filosofía política desarrollada por Sun Yat-sen como parte de una filosofía que convertiría a China en una nación próspera, poderosa y libre. El legado de esta filosofía se implementa en la organización gubernamental de la República de China, que administra actualmente las islas de Taiwán, Penghu, Kinmen y Matsu. Esta filosofía es también considerada como la punta de lanza de la política de la República de China por el Kuomintang (KMT) o Partido Nacionalista Chino. Los principios también aparecen en la primera línea del himno nacional de la República de China.

## Los principios
1. Nacionalismo (民族主義; Mínzú, "relación o conexión del pueblo" o "gobierno del pueblo"): Sun se refiere a la libertad del dominio imperialista. Para lograr este objetivo, China debe desarrollar un "nacionalismo cívico", Zhonghua minzu, al contrario de un "nacionalismo étnico", para lograr unir a las diferentes etnias de China, compuesta principalmente por los cinco principales grupos: han, mongoles, tibetanos, manchúes y musulmanes, cuya armonía es simbolizada por la Bandera de Cinco Colores de la Primera República (1911 - 1928).
2. Democracia (民權主義; Mínquán, "poder del pueblo" o "gobierno por el pueblo"): Sun lo representa como un gobierno constitucional occidental. Está dividido en dos conjuntos de "poderes": el poder de la política (政權; zhèngquán) que son los cuatro poderes del pueblo en que expresan sus deseos políticos (elección, remoción, iniciativa y referéndum), representados por la Asamblea Nacional de la República de China; y el poder del gobierno (治權; zhìquán) que son los poderes de administración, constituidos en un gobierno de cinco órganos (cada uno de los cuales es llamado yuàn o "corte"), combinando la teoría constitucional occidental de la separación de poderes con la tradición administrativa china: el Yuan Ejecutivo, el Yuan Legislativo y el Yuan Judicial provienen del pensamiento de Montesquieu, mientras que el Yuan de Control y el Yuan de Examinación provienen de la tradición china.
3. Bienestar social (民生主義; Mínshēng, "bienestar del pueblo" o "gobierno para el pueblo"): El concepto puede ser interpretado como el bienestar social o a las medidas gubernamentales populistas ("para el pueblo"). Sun consideró una economía industrial y la igualdad de las tierras para los agricultores chinos. En este principio, Sun fue influido por el pensador estadounidense Henry George (georgismo); el impuesto de valor de tierra en Taiwán es un legado de este principio. Sun dividió el sustento en cuatro áreas: comida, vestuario, vivienda y transporte.

## Influencias
La ideología de Sun ha sido influida principalmente de sus experiencias como emigrante en EE. UU. y contienen elementos del movimiento progresista estadounidense y del pensamiento liberal de Abraham Lincoln. Sun se basó de la frase del Discurso de Gettysburg "gobierno del pueblo, por el pueblo y para el pueblo" como inspiración para los Tres Principios del Pueblo. También el principio está influido por ideologías confucianas.

## Legado
Los Tres Principios del Pueblo son la base de las ideologías del Kuomintang bajo Chiang Kai-shek, del Partido Comunista de China bajo Mao Zedong y del gobierno colaboracionista de Wang Jingwei. Tanto el Kuomintang como el Partido Comunista de China están de acuerdo con el principio de nacionalismo, pero difieren significativamente en el principio de democracia y bienestar social, ya que el primero se apoya en el sistema socialdemócrata occidental[cita requerida] y el último se apoya en el sistema marxista y comunista.
Hasta la década de 1980 existió un fenómeno institucional donde muchos institutos de educación superior en Taiwán se centraban en el "estudio y desarrollo" de los Tres Principios del Pueblo. Durante la década de 1990 comenzó a reorientarse esta filosofía, siendo invocada en menor medida a partir de entonces. Actualmente los Tres Principios del Pueblo solo permanecen explícitos como parte de la plataforma del Kuomintang y en la Constitución de la República de China.